# NGC 7786
NGC 7786 is een spiraalvormig sterrenstelsel in het sterrenbeeld Pegasus. Het hemelobject werd op 1 oktober 1883 ontdekt door de Franse astronoom Édouard Jean-Marie Stephan.

## Synoniemen
- UGC 12842
- IRAS 23528+2118
- MCG 3-60-38
- ZWG 456.1
- ZWG 455.65
- ARAK 588
- KUG 2352+213
- KAZ 350
- PGC 72870